# Place des Théâtres
La place des Théâtres (russe : Театральная площадь, Teatralnaïa plochtchad), place Sverdlov entre 1919 et 1991, est une place en plein centre de la ville de Moscou. Elle se trouve à la jonction de la rue du Pont des Forgerons, de la rue Petrovka et du passage des Théâtres (au nord-ouest de cette dernière; la partie au sud-est est la place de la Révolution).
La place doit son nom aux trois théâtres qui la bordent: le Théâtre Bolchoï, le Théâtre Maly, et le Théâtre académique de la jeunesse de Russie.
La place est desservie par les stations de métro Teatralnaïa sur la ligne Zamoskvoretskaïa ; Okhotny Ryad sur la ligne Sokolnitcheskaïa ; et Place de la Révolution (Plochtchad Revolutsii) sur la ligne Arbatsko-Pokrovskaïa.

## Histoire
La place apparaît après le grand incendie de Moscou de 1812 et la conversion de la Neglinnaïa en canal souterrain (qui traverse en diagonale le jardin de la place). Elle est aménagée en style néoclassique par Joseph Bové dans les années 1820. Dans la seconde moitié du XIXe siècle, l'aspect symétrique d'ensemble est entamé par de nouveaux bâtiments de style éclectique, beaucoup plus élevés que les autres édifices. Le grand magasin Tsoum, de style néogothique, construit en 1908, domine le reste.
Une des photographies les plus connues de Lénine a été prise sur cette place (place Sverdlov) au cours d'un meeting, le 5 mai 1920,